# Kontenabruf
Unter Kontenabruf versteht man den Zugriff staatlicher Stellen auf die Kontostammdaten  von Bankkunden.
Kreditinstitute in Deutschland sind verpflichtet, eine Datei zu führen, in der die Kontostammdaten ihrer Kunden gespeichert sind. In gesetzlich geregelten Fällen darf die Bundesanstalt für Finanzdienstleistungsaufsicht (BaFin) seit April 2003 bei Erfüllung ihrer Aufgaben, insbesondere für strafrechtliche Zwecke, auf diese Datenbank zugreifen sowie Auskunft über Kontostammdaten eines in Deutschland geführten Bankkontos an andere Behörden erteilen. Seit April 2005 führt das Bundeszentralamt für Steuern (BZSt) Anfragen für die Finanzbehörden und andere Behörden durch, so z. B. wenn ein Steuerpflichtiger keine hinreichenden Angaben über seine Einkommensverhältnisse geben kann oder will.

## Rechtsgeschichtliche Entwicklung
Nach § 85 AO haben die Finanzbehörden die Steuern nach Maßgabe der Gesetze gleichmäßig festzusetzen und zu erheben. Zum Ende der 1980er Jahre setzte in Anbetracht damals fehlender Kontrollmöglichkeiten der Finanzbehörden in Bezug auf Vollständigkeit der in der Steuererklärung angegebenen Einkünfte aus Kapitalvermögen eine Diskussion über die unzureichenden Überprüfungsbefugnisse der Finanzverwaltung ein. Insbesondere wurde geltend gemacht, dass die Richtigkeit und Vollständigkeit der Angaben zu den Einkünften aus Kapitalvermögen der Kontrolle der Finanzämter entzogen sei. Die Einkommensteuer auf die Einkünfte aus Kapitalvermögen sei zu einer „Dummensteuer“ mutiert, da nur noch eine Minderheit der Steuerpflichtigen die Einkünfte aus Kapitalvermögen wahrheitsgemäß erklärte. Dieses Organisations- und Vollzugsdefizit führe bei den Einkünften aus Kapitalvermögen zu einer Verletzung des allgemeinen Gleichheitssatzes gemäß Art. 3 Grundgesetz.
Dieser Argumentation schloss sich das Bundesverfassungsgericht in seiner als „Zinsurteil“  bekannt gewordenen Entscheidung an. Der Zweite Senat hatte die verfassungsrechtlichen Maßstäbe zur Beantwortung der Frage, ab wann dem Gesetzgeber ein strukturelles Vollzugsdefizit bei einer einkommensteuerrechtlichen Norm zugerechnet werden kann, mit der Folge, dass der mit dem Erhebungsdefizit verbundene Verstoß gegen die tatsächliche Belastungsgleichheit auf die materiell-rechtliche Grundlage für die Steuererhebung zurückwirkt, in seinen Urteilen ausgeführt.
Die maßgebenden Verfahrenspostulate stellte das Bundesverfassungsgericht in den Leitsätzen seines Urteils voran:
„Hängt die Festsetzung einer Steuer von der Erklärung des Steuerschuldners ab, werden erhöhte Anforderungen an die Steuerehrlichkeit des Steuerpflichtigen gestellt. Der Gesetzgeber muss die Steuerehrlichkeit deshalb durch hinreichende, die steuerliche Belastungsgleichheit gewährleistende Kontrollmöglichkeiten abstützen. Im Veranlagungsverfahren bedarf das Deklarationsprinzip der Ergänzung durch das Verifikationsprinzip.“
…
„Wirkt sich eine Erhebungsregelung gegenüber einem Besteuerungstatbestand in der Weise strukturell gegenläufig aus, daß der Besteuerungsanspruch weitgehend nicht durchgesetzt werden kann, und liegen die Voraussetzungen dafür vor, daß dieses Ergebnis dem Gesetzgeber zuzurechnen ist, so führt die dadurch bewirkte Gleichheitswidrigkeit zur Verfassungswidrigkeit auch der materiellen Steuernorm.“
Infolge dieser Entscheidung wurden mit Wirkung ab dem 1. April 2005 die Ermittlungsmöglichkeiten der Finanzbehörden hinsichtlich der Kapitaleinkünfte erweitert. Ein neu eingeführter § 93b AO ermöglicht den Finanzbehörden nach § 93 Abs. 7 AO über das BfF Daten abzurufen, wenn ein Auskunftsersuchen beim Steuerpflichtigen erfolglos geblieben ist oder keinen Erfolg verspricht.

## Aufdeckung großflächigen Sozialbetruges
Seit 2002 glichen die Studentenwerke die Angaben der BAFöG-Antragsteller mit den bei dem damaligen Bundesamt für Finanzen vorgehaltenen Daten über die Höhe der Freistellungsaufträge ab. Wegen Falschangabe in den Leistungsanträgen wurden nach Angabe des Bundesbildungsministeriums bis 2006 insgesamt 381,4 Millionen Euro von mehr als 100.000 Bafög-Empfängern zurückgefordert; in bundesweit insgesamt 50.261 Fällen wurden die Vorgänge an die Staatsanwaltschaften weitergeleitet, die in der Regel Strafverfahren wegen Betruges einleiteten. U. a. aufgrund dieser Erfahrungen wurden die in § 93 Abs. 8 AO genannten Stellen ausdrücklich ermächtigt, die Kontenstammdaten direkt bei dem Bundeszentralamt für Steuern abzurufen.

## Gesetzliche Grundlagen
Gesetzliche Grundlage für das Kontoabrufverfahren ist § 24c Kreditwesengesetz (KWG). Die Zugriffsmöglichkeiten des BZSt sind in § 93 und § 93b AO geregelt. Relevant ist zudem der Anwendungserlass zur Abgabenordnung.

## Abfragbare Daten
Gespeichert werden Kontonummer, Eröffnungs- und Auflösungsdatum sowie Nachname und alle Vornamen, Geburtsdatum des Kontoinhabers, Nachname und alle Vornamen eines oder mehrerer evtl. abweichenden wirtschaftlich Berechtigten (hier auch die Adresse) sowie Nachname und alle Vornamen und Geburtsdatum von Verfügungsberechtigten des Kontos. Wertpapierdepots werden wie Konten gemeldet.
Änderungen der Kontoinformationen sind täglich für den Abruf bereitzustellen.
Die Daten sind für 3 Jahre zu historisieren. Die Speicherung begann ab dem 1. April 2003 und wurde per 12. Juli 2006 spezifiziert (mit Wirkung zum 1. August 2007).
Eine Speicherung von Kontoständen oder -Umsätzen erfolgt nicht.

## Verfahren

### Bereitstellen der Daten
Es besteht keine zentrale Datenbank (Kontenevidenzzentrale), in der die Daten zusammengeführt werden. Stattdessen halten die einzelnen Banken die Daten vor. Vielfach wird diese Datenhaltung an externe Dienstleistungsunternehmern (z. B. die Dienstleistungsgesellschaften der jeweiligen Bankenverbände) ausgelagert. Die Banken sind verpflichtet, die Daten in einer gesonderten Datenbank bereitzuhalten und erfahren nicht, auf welche Daten die Behörden zugreifen.

### Kontenabruf für steuerliche Zwecke
Finanzbehörden können über das BZSt Kontendaten abrufen, sofern dies für das Besteuerungsverfahren notwendig ist. Abfrageberechtigt sind die aufgrund bundesgesetzlicher Regelung Steuern erhebenden Behörden (§ 93 Abs. 7 Nr. 4 AO, z. B. für die Grundsteuer). In wirtschaftlich bedeutenden Vollstreckungsfällen (Großrückstandsfälle) sind Kontenabfragen gemäß § 93 Abs. 7 AO als standardisierte, zeitnah Information über Beitreibungsgrundlagen erbringende Sachverhaltermittlungsmaßnahme verpflichtend.
Auf der Ermessensprüfungsstufe der Erforderlichkeit gilt folgendes: Können Bank- und Depotverbindungen des Steuerpflichtigen sowohl durch Kontenabruf als auch durch ein Auskunftsersuchen an Dritte ermittelt werden, ist bei der Auswahl des Ermittlungsinstruments zu berücksichtigen, dass ein Kontenabruf den Betroffenen im Einzelfall weniger beeinträchtigen kann als Auskunftsersuchen gegenüber Dritten. Denn anders als bei Auskunftsersuchen nach § 93 Abs. 1 AO erfährt bei Kontenabrufen kein Dritter von den steuerlichen Verhältnissen des Betroffenen, insbesondere vom Vorliegen von Steuerrückständen. Die Kreditinstitute dürfen von der Durchführung eines Kontenabrufs keine Kenntnis erlangen (§ 93b Abs. 4 AO i. V. m. § 24c Abs. 1 Satz 6 KWG). Daher führt ein Kontenabruf auch nicht zu negativen Folgen für den Bankkunden.
Die Kontenabrufe führen 2006 in rund 45 % aller Fälle zur Aufdeckung bisher verschwiegener Kapitaleinkünfte.

### Kontenabruf für andere Zwecke
Die zuständigen Behörden können über das BZSt Kontendaten in folgenden Fällen abrufen:
- Sozialhilfe: Bei der Berechnung der Einkünfte, die nach § 82 Abs. 1 SGB XII zu dem bei der Gewährung von Sozialhilfe zu berücksichtigenden Einkommen gehören, bestimmen sich die Einkünfte aus Kapitalvermögen nach § 20 Abs. 1 bis 3 EStG (§ 6 der Verordnung zur Durchführung des § 82 SGB XII).
- Sozialversicherung: Im Rahmen der gesetzlichen Kranken-, Unfall- und Rentenversicherung einschließlich der Alterssicherung der Landwirte sowie der sozialen Pflegeversicherung ist das Gesamteinkommen die Summe der Einkünfte im Sinne des Einkommensteuerrechts (§ 16 SGB IV).
- Grundrentenzuschlag: Zu dem Einkommen, das auf den Grundrentenzuschlag nach § 97a angerechnet wird, zählen neben dem versteuerten Einkommen und steuerfreien Teil von Renten auch Einkünfte aus Kapitalvermögen des Rentner und seines Ehegatten. Die Leistungsträger der gesetzlichen Rentenversicherung überprüfen gemäß § 151c stichprobenartig über einen Kontenabruf die Angaben der Grundrechtenberechtigten zu ihren Kapitaleinkünften.[8]
- Wohnraumförderung: Bei der sozialen Wohnraumförderung basiert das maßgebende Gesamteinkommen auf der Summe der positiven Einkünfte im Sinne des § 2 Abs. 1, 2 und 5a EStG (§ 21 WoFG).
- Ausbildungsförderung und Aufstiegsförderung: Bei der Ausbildungsförderung und der Aufstiegsförderung basiert das maßgebende Einkommen auf der Summe der positiven Einkünfte im Sinne des § 2 Abs. 1 und 2 EStG (§ 21 BAföG; § 17 AFBG).
- Wohngeld: Bei der Gewährung von Wohngeld basiert das maßgebende Gesamteinkommen auf der Summe der positiven Einkünfte im Sinne des § 2 Abs. 1, 2 und 5a EStG (§ 10 WoGG).
- Erziehungsgeld: Bei der Gewährung von Erziehungsgeld basiert das Einkommen auf der nicht um Verluste in einzelnen Einkommensarten zu vermindernde Summe der positiven Einkünfte im Sinne des § 2 Abs. 1 und 2 EStG (§ 6 BEEG).
- Unterhaltssicherung: Die Leistungen zur Unterhaltssicherung sind um die einkommensteuerpflichtigen Einkünfte des Wehrpflichtigen zu kürzen, die er während des Wehrdienstes erhält (§ 11 USG).

### Information der Betroffenen
Grundsätzlich ist bei beabsichtigter Kontenabfrage die Vorabinformation der betroffenen Person vorgesehen. Lediglich bei Unzweckmäßigkeit der Vorabinformation über den Kontenabruf – wie etwa bei aktueller Vollstreckung von Steuerforderungen –, ist die nachträgliche Mitteilung über den vorgenommenen Kontenabruf vorgesehen. Jedoch ist nach Durchführung des Kontenabrufs der Betroffene vom Ersuchenden über den Abruf zu benachrichtigen.

### Kontenabruf durch Gerichtsvollzieher
Nach § 802l Abs. 1 ZPO können Gerichtsvollzieher seit dem 1. Januar 2013 über das BZSt einen Kontenabruf vornehmen, wenn der Schuldner seiner Pflicht zur Abgabe der Vermögensauskunft nicht nachkommt oder wenn bei einer Vollstreckung in die dort aufgeführten Vermögensgegenstände eine vollständige Befriedigung des Gläubigers voraussichtlich nicht zu erwarten ist.
Ein Kontenabruf ist zulässig, soweit dies zur Vollstreckung erforderlich ist. Gerichtsvollzieher und Sozialbehörden haben im Jahr 2013 insgesamt 72.992 Abrufe durchgeführt; zusammen mit den Finanzbehörden waren es 141.640 Abrufe. Im Jahr 2014 registrierte das Bundeszentralamt für Steuern mehr als 230.000 Kontenabrufe. 2013 waren es knapp 142.000 Abfragen.
Seit November 2016 dürfen Gerichtsvollzieher auch für Beträge unter 500 Euro einen Kontoabruf beantragen.

### Fallzahlenentwicklung seit 2005

#### Behörden, Gerichte Staatsanwaltschaften
Ordentliche Gerichte, Staatsanwaltschaften, Polizeibehörden, Zollfahndungsämter, Steuerfahndungsstellen, Straf- und Bußgeldstellen von Finanzämtern, Bundespolizeiinspektionen sowie die BaFin selbst können bei den Kreditinstituten über die BaFin Kontendaten für die Erfüllung ihrer Aufgaben abrufen.
|                                 | Abfragen 2004 | Abfragen 2005 | Abfragen 2006 | Abfragen 2007 | Abfragen 2008 | Abfragen 2009 | Abfragen 2010 | .. | Abfragen 2012 | Abfragen 2013 | Abfragen 2014 |
| BaFin                           | 1.380         | 632           | 972           | 472           | 277           | 547           | 1.371         | .. | 992           |               |               |
| Polizeibehörden                 | 26.212        | 38.675        | 47.805        | 54.111        | 46.132        | 52.367        | 58.477        | .. | 68.066        |               |               |
| Finanzbehörden -Steuerfahndung- | 6.057         | 10.008        | 11.838        | 13.061        | 10.936        | 11.691        | 13.673        | .. | 13.286        |               |               |
| Staatsanwaltschaften            | 3.038         | 7.494         | 12.861        | 18.002        | 18.520        | 20.915        | 23.765        | .. | 24.629        |               |               |
| Zollbehörden                    | 2.251         | 5.160         | 7.202         | 7.167         | 7.604         | 6.198         | 8.054         | .. | 7.207         |               |               |
| Sonstige                        | 479           | 441           | 478           | 747           | 469           | 158           | 275           | .. | 184           |               |               |
| Gesamt                          | 39.417        | 62.410        | 81.156        | 93.560        | 83.938        | 91.876        | 105.615       | .. | 114.364       | 142.000       | 230.000       |

|                    | Abfragen 2015 | Abfragen 2016 | Abfragen 2017 | Abfragen 2018 | Abfragen 2019 | Abfragen 2020 | Abfragen 2021  |
| BaFin              |               |               |               |               |               |               |                |
| Polizeibehörden    |               |               |               |               |               |               |                |
| Finanzbehörden     |               |               |               |               |               |               | 286.000        |
| Gerichtsvollzieher |               |               |               | 415.197       | 603.000       | 666.000       | 685.000        |
| Zollbehörden       |               |               |               |               |               |               |                |
| Sonstige           |               |               |               |               |               |               |                |
| Gesamt             | 300.944       | 358.228       | 692.000       | 796.600       | 915.257       | 1,0 Millionen | 1,14 Millionen |

#### Kontenabrufersuchen der Finanzämter
| Jahr | Anzahl Abrufe |
| ---- | ------------- |
| 2005 | 10.100        |
| 2006 | 25.133        |
| 2007 | 28.642        |
| 2008 | 29.214        |
| ..   | ..            |
| 2010 | 40.789        |
| 2011 | 40.901        |
| 2012 | 43.815        |

#### Kontenabrufe der Finanzämter im Jahr 2012 nach Bundesländern
| Bundesland             | Anzahl der Kontenabrufe |
| ---------------------- | ----------------------- |
| Schleswig-Holstein     | 816                     |
| Hamburg                | 4.627                   |
| Niedersachsen          | 3.184                   |
| Bremen                 | 258                     |
| Nordrhein-Westfalen    | 4.843                   |
| Hessen                 | 6.683                   |
| Rheinland-Pfalz        | 2.092                   |
| Baden-Württemberg      | 2.717                   |
| Bayern                 | 3.992                   |
| Saarland               | 821                     |
| Berlin                 | 6.621                   |
| Brandenburg            | 4.487                   |
| Mecklenburg-Vorpommern | 405                     |
| Sachsen                | 1.685                   |
| Sachsen-Anhalt         | 485                     |
| Thüringen              | 529                     |
| Gesamt                 | 43.815                  |

Von den 2016 erfolgten Anfragen entfielen 98 916 (2015: 97 631) auf Finanzbehörden für steuerliche Zwecke; 259 312 (204 519) Fälle betrafen Anfragen von Gerichtsvollziehern sowie von Sozialbehörden wegen möglichen Leistungsmissbrauchs.
Nach Angaben des Bundesfinanzministeriums liegt die Zahl der Kontoabfragen bei 520.662 im Jahr 2017. Im Jahr 2016 waren es lediglich 245.535 – Der Fallzahlenanstieg ist vor allem auf vermehrte Abfragen durch Gerichtsvollzieher gem. § 802l Abs. 1 Zivilprozessordnung zurückzuführen.
Im Jahr 2018 sind 796.600 Kontenabrufe erfolgt, davon waren 555.712 Kontenabrufe von Gerichtsvollziehern, 108.315 von den Finanzämter veranlasst.
| Bundesland                  | Anzahl der Kontenabrufe in 2018 |
| --------------------------- | ------------------------------- |
| Baden-Württemberg (BW)      | 73.422                          |
| Bayern (BY)                 | 76.604                          |
| Berlin (BE)                 | 51.976                          |
| Brandenburg (BB)            | 22.957                          |
| Bremen (HB)                 | 5.474                           |
| Hamburg (HH)                | 20.001                          |
| Hessen (HE)                 | 58.053                          |
| Mecklenburg-Vorpommern (MV) | 15.809                          |
| Niedersachsen (NI)          | 57.319                          |
| Nordrhein-Westfalen (NW)    | 169.622                         |
| Rheinland-Pfalz (RP)        | 27.909                          |
| Saarland (SL)               | 8.126                           |
| Sachsen (SN)                | 39.241                          |
| Sachsen-Anhalt (ST)         | 21.860                          |
| Schleswig-Holstein (SH)     | 18.900                          |
| Thüringen (TH)              | 21.165                          |
| Gesamt                      | 688.438                         |

Die Differenz zwischen der Gesamtzahl der Kontenabrufe 2018 von 796 600 und derjenigen die auf die einzelnen Bundesländer entfallen ergibt sich aus den Kontenabrufersuchen für Stellen der Bundesverwaltung (z. B. Zoll, Bundesamt für Justiz, BKA etc.) und von Realsteuergemeinden.

## Rechtsschutz und gerichtliche Kontrolle
Die Rechtmäßigkeit eines Kontenabrufs nach § 93 Abs. 7 AO kann vom Finanzgericht im Rahmen der Überprüfung des Steuerbescheides oder eines anderen Verwaltungsaktes, zu dessen Vorbereitung der Kontenabruf vorgenommen wurde, oder isoliert im Wege der Leistungs- oder Fortsetzungsfeststellungsklage überprüft werden. Verfahrensrechtlich handelt es sich bei der Kontenabfrage um eine behördeninterne Maßnahme, die nicht mit Widerspruch bzw. Einspruch angreifbar ist. Für die Praxis bedeutet das, dass die Überprüfung per Fortsetzungsfeststellungsklage eher selten bis gar nicht erfolgt.

## Kritik
Das Kontenabrufverfahren wird von zwei Seiten kritisiert. Datenschützer befürchten den so genannten gläsernen Bankkunden und fordern striktere Zugangsbeschränkungen. Von Seiten der Banken wird auf die Kosten des Verfahrens verwiesen, welche die Banken tragen müssen, obwohl sie nicht die Nutzer des Systems sind.
Am 12. Juli 2007 entschied das Bundesverfassungsgericht aufgrund mehrerer Klagen, dass die Abfrage der Kontenstammdaten mit der Verfassung vereinbar ist. Das Bundesverfassungsgericht bemängelte, dass § 93 Abs. 8 AO nicht der Normenklarheit und -bestimmtheit entspricht und legten eine Frist zur gesetzlichen Neuregelung der Abfrage-Bestimmungen bis zum 31. Mai 2008 fest. Eine Konkretisierung des § 93 Abs. 8 AO erfolgte durch das Unternehmensteuerreformgesetz 2008 mit Wirkung vom 18. August 2007. Ein gesetzesstruktureller Verstoß gegen das Übermaßverbot ist nicht ersichtlich, da das vorhandene Regelungsgefüge auf die vom Bundesverfassungsgericht dargestellte gegenseitige Bedingtheit von Deklarationsprinzip und staatlicher Verifikationsmöglichkeit sowohl im Abgabenrecht als auch im Bereich staatlicher Daseinsfürsorge in Gestalt der Leistungsgewährung abstellt. Ein Kontenabruf erfordert immer einen konkreten Aufgriffsanlass in Form der Überprüfung der Voraussetzungen der Leistungsgewährung oder der Behebung von Mitwirkungsdefiziten. Unter Hinweis auf das Grundprinzip der Einheit der Rechtsordnung dürfte in Ansehung des seit dem 1. Januar 2013 geltenden § 802l Abs. 1 ZPO bei vorheriger vergeblicher Vollstreckung die Veranlassung eines Kontenabrufs gemäß § 93 Abs. 7 AO zulässig und geboten sein.
Der Bundesbeauftragte für den Datenschutz und die Informationsfreiheit empfahl angesichts der seit 2012 von 72.000 auf mehr als 900.000 im Jahr 2019 angestiegenen Anzahl jährlicher Abrufe eine Evaluierung des Verfahrens, da jeder Abruf einen Eingriff in das Grundrecht auf informationelle Selbstbestimmung darstelle. Er weist darauf hin, dass die Kontenabrufbefugnis in Folge der Terroranschläge am 11. September 2001 beschlossen worden sei, um Geldwäsche und Terrorismusfinanzierung besser bekämpfen zu können und dass die ursprünglich auf die Bundesanstalt für Finanzdienstleistungsaufsicht begrenzte, 2005 auf das Bundeszentralamt für Steuern und 2013 auf Gerichtsvollzieher erweiterte Abrufbefugnis zu einem gewöhnlichen Hilfsmittel der Verwaltungsvollstreckung geworden sei.

## Vergleichbare Regelungen in anderen Ländern

### Österreich
In Österreich gibt es ein zentrales Register, das Kontenregister, welches zentral alle Daten vorhält und vom Bundesrechenzentrum geführt wird.